# Памятник Ленину (Салават)
Памятник Ленину — монументальное скульптурное произведение, посвящённое В. И. Ленину, установленное на площади Ленина в Салавате.

## История
Памятник был открыт 4 декабря 1970 года в городе Салавате, в честь столетия со дня рождения вождя перед Дворцом культуры «Нефтехимик».
На месте памятника был бассейн. После установки памятника на месте бассейна была сооружена цветочная клумба. Памятник В. И. Ленину на улице Ленина, после установки памятника на площади, был убран.
В Салавате существует традиция приезжать к памятнику молодоженам и фотографироваться рядом с ним.
Памятник был включен в число памятников истории и культуры федерального (общероссийского) значения памятники истории и культуры.
5 мая 1997 указом президента России № 452 было предложено отнести памятник к категории памятников истории и культуры местного республиканского значения.
Авторы памятника: архитекторы Ю. Акимов, А. Тарантул, скульптор Эдуард Макарович Агаян. Агаян Э. М. (1936—1993) — ленинградский скульптор, родился в Сталинграде. В 1957—1964 годах учился в Институте живописи, скульптуры и архитектуры им. И. Е. Репина в Ленинграде. Член Союза художников России
Наиболее известны работы: «Кочари», «Мои матери», «Сотрудничество», «Саят-Нова», «7-я Ленинградская», «Жизнь человеческая», «Памяти Высоцкого» и др. Ряд работ находится в различных музеях России (в частности, в Музее городской скульптуры Санкт-Петербурга и в Русском музее) и за рубежом.
Основное направление творчества — монументальная и монументально-декоративная скульптура, а также портрет. За годы творческой деятельности осуществлены и установлены работы в Омске, Северодвинске, Чебоксарах (Россия), Ереване (Армения), Рыбнице (Молдова), Салавате (Башкортостан).
Эдуард Агаян внес значительный вклад в культурное наследие Санкт-Петербурга (Ленинграда). Руке мастера принадлежит ряд крупных работ, таких как монумент «Подвиг» на Ораниенбаумском плацдарме в поселке Мартышкино (1984 г.), «Атака» на Гостилицком шоссе (1969 г.), «Сказки детства» на ул. Королева, мемориальная доска С. С. Прокофьеву.
Скончался 1993 году, похоронен на Армянском Смоленском кладбище Санкт-Петербурга.

## Композиция
Фигура Владимира Ильича с кепкой в руке из серого гранита высотой 16 метров установлена на пьедестале из серого гранита. Лицо вождя, стоящего на трибуне обращено к площади.